# Yanni Gourde
Yanni Gourde (Saint-Narcisse, Quebec; 5 de diciembre de 1991) es un jugador canadiense de  hockey sobre hielo profesional que juega como delantero. Actualmente juega en el Seattle kraken de la Liga profesional norteamericana de hockey (NHL). Gourde ganó la Copa Stanley con su equipo, el Lightning, en 2020.

## Carrera profesional
En su juventud, Gourde participó en los Torneos Internacionales de Hockey Infantil de Quebec del 2003, 2004 y 2005 con un equipo de hockey sobre hielo menor de la costa sur de la ciudad de Quebec.
Sin haber sido aún reclutado, Gourde jugó en las categorías inferiores de la Liga de Hockey Juvenil de Quebec (QMJHL; LHJMQ) con los Victoriaville Tigres. Ganó el premio al máximo goleador de este campeonato, así como el título del jugador más valioso en 2011–12 después de haber acumulado la impresionante cifra de 87 asistencias y 124 puntos en 68 partidos. El 10 de marzo de 2014, Gourde aceptó un contrato de un año en la Liga Estadounidense de Hockey (AHL) para el Syracuse Crunch y un contrato inicial de dos años con su filial de la NHL, el Tampa Bay Lightning, para comenzar en la temporada de 2014–15. Su trabajo fue sorprendente, ya que lideró a los Crunch en cuanto a goles anotados, con 29, incluyendo ocho a pesar de tener inferioridad numérica. Completó su temporada con 57 puntos en 76 partidos.[cita requerida]
Gourde regresó al Crunch después de competir en el campo de entrenamiento del Lightning para comenzar la temporada 2015-16. Continuó su ritmo de anotaciones de la temporada anterior y se ubicó tercero entre las puntuaciones del equipo cuando recibió su primer llamado de la NHL al Lightning el 14 de diciembre de 2015.
El 14 de diciembre de 2015, el Lightning convocó a Gourde junto con su compañero de equipo Joël Vermin. El 15 de diciembre de 2015, Gourde hizo su debut en la NHL en una victoria del Lightning 5-4 en el tiempo extra sobre los Toronto Maple Leafs. Gourde también registró su primera asistencia en la NHL en su carrera que significó un gol de Mike Blunden.
El 25 de julio de 2016, Lightning anunció la renovación del contrato de Gourde a un acuerdo bidireccional de un año. Gourde apareció en dos partidos la temporada anterior, registrando una asistencia y dos minutos de sanción. También jugó en 65 partidos con el Crunch, donde marcó 14 goles y 44 puntos.
El 11 de marzo de 2017, Gourde anotó su primer gol en la NHL, contra los Florida Panthers, en inferioridad numérica debido a una sanción. Al hacerlo, Gourde se convirtió en el cuarto jugador del Lightning en anotar el primer gol de su carrera en condición de inferioridad numérica.
El 26 de junio de 2017, el Lightning anunció que había vuelto a firmar con Gourde por dos años y $ 2 millones, y así extender su contrato.
Durante la temporada 2017-18, Gourde fue nombrado Novato del Mes de febrero de la NHL. El 6 de marzo de 2018, Gourde marcó dos goles en una victoria del Lightning 5-4 en tiempo extra sobre el Florida Panthers que jugaba como visitante. Estos dos goles lo llevaorn a empatar con Tyler Johnson en la mayor cantidad de goles durante una temporada de novato por parte de un jugador del Lightning. El 30 de marzo de 2018, Gourde superó a Ondřej Palát (59) en la segunda mayor cantidad de puntos en una temporada por un novato del Lightning. El 6 de abril, Gourde registró un gol y dos asistencias en la victoria por 7-5 del Lightning sobre los Buffalo Sabres que actuaban como visitantes. Este gol le permitió a Gourde superar a Tyler Johnson en la categoría de mayor cantidad de goles de un novato del Lightning, con 25. Gourde también superó a Brad Richards en la mayor cantidad de puntos en una temporada de un novato del Lightning, con 64. El 12 de abril, Gourde hizo su debut en los playoffs de la Copa Stanley en una victoria en casa por 5-2 del Lightning contra los New Jersey Devils . Logró el primer gol de playoffs de su carrera, asistencia y punto en la victoria del Lightning, convirtiéndose en el segundo jugador en la historia del Lightning en tener un juego de múltiples puntos en su debut en playoffs.
El 2 de noviembre de 2018, el Lightning firmó con Gourde una extensión del contrato por seis años y 31 millones de dólares. El 22 de marzo de 2019, Gourde fue suspendido por dos juegos por una carga ilegal contra el delantero de los Carolina Hurricanes, Jordan Staal, en el PNC Arena la noche anterior.

## Vida personal
Gourde lleva el nombre del compositor griego Yanni. Sus padres vieron el nombre del artista en los créditos de una película que habían visto mientras su madre estaba embarazada de él, por lo que decidieron ponerle el nombre de Yanni.
Gourde y su esposa Marie-Andrée tuvieron su primer hijo el 1 de mayo de 2018.

## Estadísticas
| 2007–08     | Lévis Commandeurs    | QMAAA       | 2   | 0  | 0   | 0   | 0   | —  | —  | —  | —  | —  |
| 2008–09     | Jonquière Élites     | QMAAA       | 41  | 23 | 30  | 53  | 50  | 4  | 1  | 5  | 6  | 6  |
| 2008–09     | Victoriaville Tigres | QMJHL       | 4   | 0  | 1   | 1   | 0   | —  | —  | —  | —  | —  |
| 2009–10     | Victoriaville Tigres | QMJHL       | 59  | 11 | 17  | 28  | 36  | 16 | 2  | 3  | 5  | 20 |
| 2010–11     | Victoriaville Tigres | QMJHL       | 68  | 26 | 42  | 68  | 48  | 9  | 4  | 6  | 10 | 12 |
| 2011–12     | Victoriaville Tigres | QMJHL       | 68  | 37 | 87  | 124 | 70  | 4  | 1  | 2  | 3  | 6  |
| 2011–12     | Worcester Sharks     | AHL         | 4   | 1  | 2   | 3   | 6   | —  | —  | —  | —  | —  |
| 2012–13     | Worcester Sharks     | AHL         | 54  | 8  | 6   | 14  | 41  | —  | —  | —  | —  | —  |
| 2012–13     | San Francisco Bulls  | ECHL        | 8   | 4  | 6   | 10  | 9   | —  | —  | —  | —  | —  |
| 2013–14     | Kalamazoo Wings      | ECHL        | 30  | 15 | 19  | 34  | 19  | —  | —  | —  | —  | —  |
| 2013–14     | Worcester Sharks     | AHL         | 25  | 4  | 20  | 24  | 26  | —  | —  | —  | —  | —  |
| 2013–14     | Syracuse Crunch      | AHL         | 18  | 2  | 6   | 8   | 16  | —  | —  | —  | —  | —  |
| 2014–15     | Syracuse Crunch      | AHL         | 76  | 29 | 28  | 57  | 61  | 3  | 1  | 1  | 2  | 10 |
| 2015–16     | Syracuse Crunch      | AHL         | 65  | 14 | 30  | 44  | 42  | —  | —  | —  | —  | —  |
| 2015–16     | Tampa Bay Lightning  | NHL         | 2   | 0  | 1   | 1   | 2   | —  | —  | —  | —  | —  |
| 2016–17     | Syracuse Crunch      | AHL         | 56  | 22 | 26  | 48  | 54  | 22 | 9  | 18 | 27 | 29 |
| 2016–17     | Tampa Bay Lightning  | NHL         | 20  | 6  | 2   | 8   | 8   | —  | —  | —  | —  | —  |
| 2017–18     | Tampa Bay Lightning  | NHL         | 82  | 25 | 39  | 64  | 50  | 17 | 2  | 5  | 7  | 8  |
| 2018–19     | Tampa Bay Lightning  | NHL         | 80  | 22 | 26  | 48  | 66  | 4  | 1  | 0  | 1  | 0  |
| 2019–20     | Tampa Bay Lightning  | NHL         | 70  | 10 | 20  | 30  | 49  | 25 | 7  | 7  | 14 | 19 |
| 2020–21     | Tampa Bay Lightning  | NHL         | 56  | 17 | 19  | 36  | 44  | —  | —  | —  | —  | —  |
| Totales NHL | Totales NHL          | Totales NHL | 310 | 80 | 107 | 187 | 219 | 46 | 10 | 12 | 22 | 27 |

## Premios y honores
| Logro                                    | Año   |        |
| QMJHL                                    | QMJHL | QMJHL  |
| ---------------------------------------- | ----- | ------ |
| Trofeo Jean Béliveau - Máximo goleador   | 2012  | [ 23 ] |
| Trofeo conmemorativo Michel Brière - MVP | 2012  | [ 24 ] |
| Primer equipo All-Star                   | 2012  |        |
| NHL                                      |       |        |
| Novato del mes, febrero                  | 2018  | [ 11 ] |
| Campeón de la Copa Stanley               | 2020  | [ 25 ] |

## Récords
- Más puntos anotados por un novato del Tampa Bay Lightning, 64 (2017-18)
- Más goles anotados por un novato del Tampa Bay Lightning, 25 (2017-18)